# Saint-Aubert British Cemetery
Le cimetière « Saint-Aubert British Cemetery » est un cimetière militaire  de la Première Guerre mondiale situé sur le territoire de la commune de Saint-Aubert, Nord. 

## Localisation
Ce cimetière est situé en pleine campagne, à 2 km au sud-ouest du village , sur la route conduisant à Avesnes-les-Aubert.

## Historique
Le village de Saint-Aubert fut occupé par les troupes allemandes fin août 1914 après la défaite des alliés lors de la Bataille du Cateau. Le village  a été repris par les troupes britanniques en octobre 1918 après de violents combats. Ce cimetière a été créé en octobre et novembre 1918 pour inhumer les soldats tombés lors de ces combats. Après l'armistice de nombreuses dépouilles provenant de cimetières provisoires des environs ont été apportées.

## Caractéristiques
Le cimetière contient maintenant 435 sépultures et commémorations de la première guerre mondiale dont 41 n'ont pas été identifiées.

## Sépultures
| Pays             | Sépultures |
| ---------------- | ---------- |
| Royaume-Uni      | 421        |
| Canada           | 6          |
| Nouvelle-Zélande | 8          |
| Total            | 435        |

### Liens Externes
http://www.inmemories.com/Cemeteries/saintaubertbrit.htm